# Болиєрія багатокилева
Болиєрія багатокилева (Bolyeria multocarinata) — вимерлий вид змій родини Болиєріди (Bolyeriidae).

## Поширення та вимирання
Вид був ендеміком Маврикія, поширений на острові Раунд та декількох сусідніх дрібних островах. Мешкав у листяних лісах та саванах. Згідно з даними 1949 року вже траплявся зрідка, лише на острові Раунд. Востаннє спостерігався у 1975 році. З того часу вважається вимерлим. Причиною його вимирання є втрата місць проживання, яку спричинила ерозія ґрунту внаслідок надмірного випасу кіз та кроликів.

## Опис
Змія сягала 54-140 см завдовжки. Забарвлення тіла світло-коричневе з чорними дорсальними плямами і з темно-синьою вентральною смугою. Вона мала загострену морду з циліндричним тілом і головою. Про спосіб життя болиєрії нічого не відомо. Форма тіла вказує на риючий спосіб життя.